# Leuveni Katolikus Egyetem
A Leuveni Katolikus Egyetem (hollandul: Katholieke Universiteit Leuven, hivatalos rövidítése: K.U.Leuven, szóközök nélkül) a Németalföld legősibb egyeteme, valamint a legrégibb, ma is fennálló katolikus egyetem a világon. A belgiumi Leuven városában található. 2009 óta az egyetem rektora Mark Waer. Az egyetem főkancellárja André Léonard.
Az egyetem patrocíniuma február 2 (Gyertyaszentelő Boldogasszony). Minden évben ezen a napon nyújtják át a díszdoktori okleveleket. Az egyetem címerében Szűz Mária mint Sedes Sapientiae, azaz a Bölcsesség Széke látható, ölében a gyermek Jézussal.
Az egyetemnek 14 kara, 62 alapdiplomás képzése és 104 posztgraduális képzése van. A 2005-2006-os tanévre 30.545 hallgató iratkozott be.

## Az egyetem története

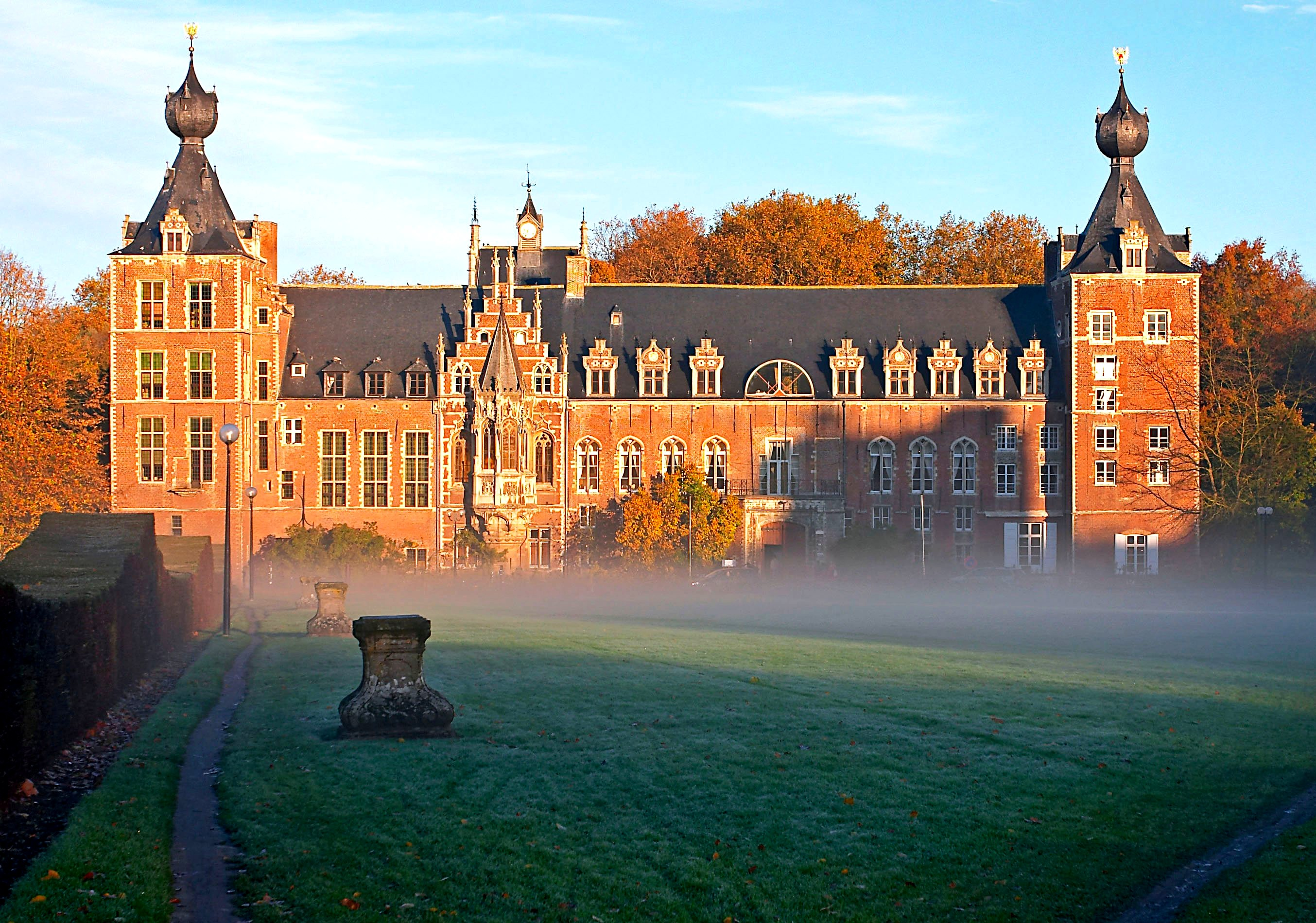
Az Arenberg-kastély, az egyetem egyik régi épülete

Leuven a Brabanti Hercegség fővárosa volt. A 15. században a város kérelmet nyújtott be egyetem alapítására, amit IV. János brabanti herceg támogatott. V. Márton pápa 1425. december 9-én bocsátotta ki azt a bullát, amelyben megalapítja a Leuveni Egyetemet, mint Studium Generale-t. Ez a világ legrégebbi római katolikus egyeteme, amely ma is működik. Példaképül szolgált a megszervezésekor Párizs, Köln és Bécs már működő egyeteme. Az egyetem virágkorának a 16. századot tekintik, amikor olyan tudósok tanítottak falai között, mint Adriaan Florenszoon Boeyens, a későbbi VI. Adorján pápa, rotterdami Erasmus, a neves orvos, Andreas Vesalius vagy az ismert térképész, Mercator. Az egyetemet a Francia forradalom után újraalapították. 1968-ban az ősi egyetem kettévált és Leuven városában maradt a flamand nyelvű rész, a francia nyelvű egyetem pedig Louvain-la-Neuve városába költözött.

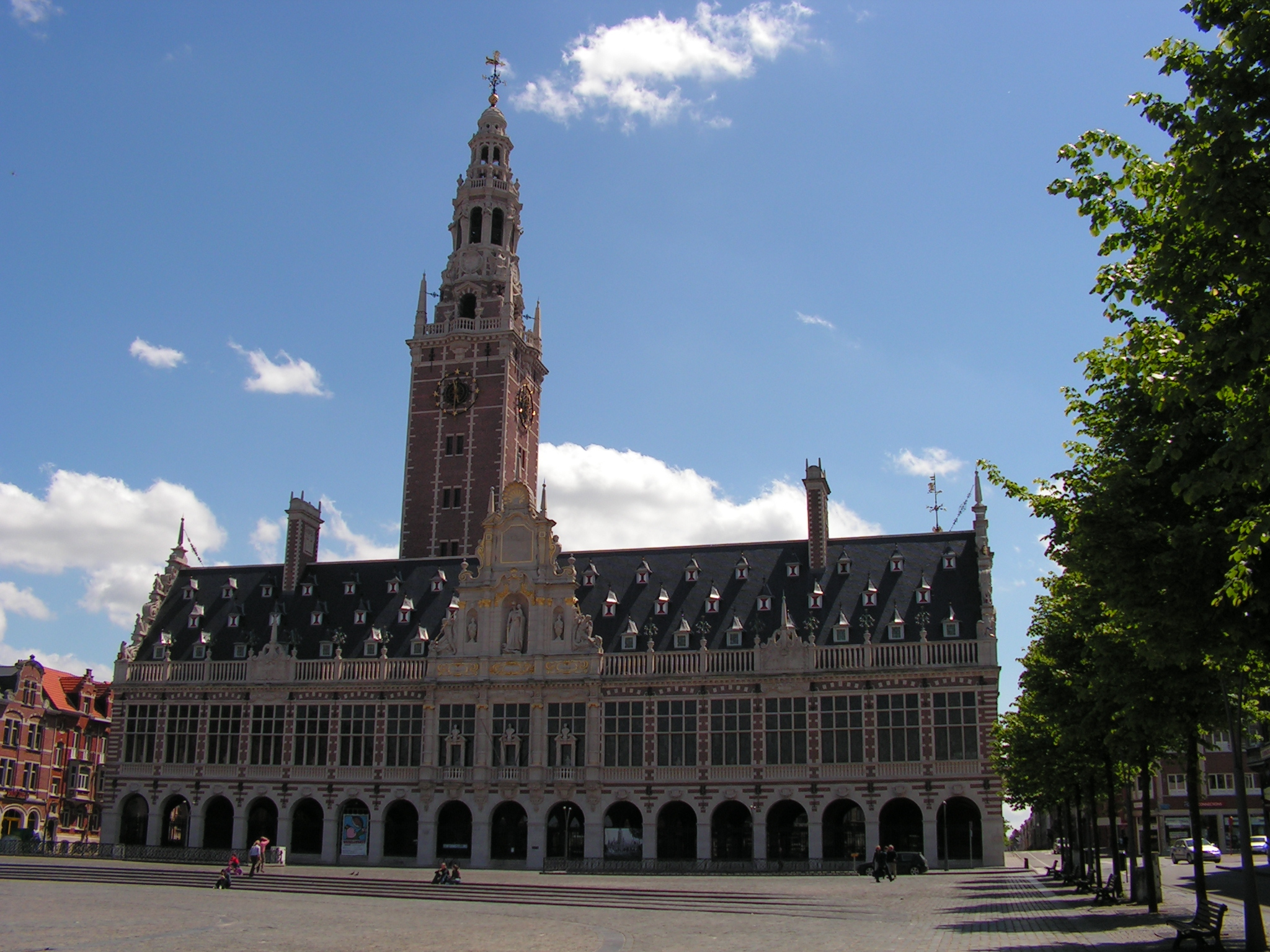
Az egyetemi könyvtár épülete.

## Az egyetemi könyvtár: az Ómagyar Mária-siralom forráshelye
A Leuveni Katolikus Egyetem legismertebb magyar kapcsolata egyik legértékesebb nyelvemlékünk, az Ómagyar Mária-siralom. 1922-ben (tehát még a flamand és a vallon rész szétválása előtt) fedezték fel az egyetemi könyvtár anyagában, az ún. Leuveni kódexben. A szétváláskor páros-páratlan katalógus-számbeli szétválasztás útján a vallon részhez került. Csereanyag azonban magyar részről a flamand könyvtár számára gyűlt össze. Ezért Muzslay István professzor először visszacserélte a könyvet a flamand könyvtár számára, majd végül a flamand könyvtár cserélte el az Országos Széchényi Könyvtárral.

## Karok
(Zárójelben a 2005-2006-os tanévben beiratkozott hallgatók száma):
- Humán karok:
  - Teológiai Kar (710)
  - Filozófiai Kar (Bölcselettudományi Intézmény) (736)
  - Egyházjogi Intézet(76)
  - Jogtudományi Kar (3668)
  - Közgazdaságtani és Alkalmazott Közgazdaságtani Kar (3446)
  - Társadalomtudományi Kar (2360)
  - Bölcsészettudományi Kar (3739)
  - Pszichológiai és Pedagógiai Kar (3324)
- Természettudományi karok:
  - Természettudományi Kar (2101)
  - Mérnöki Kar (3488)
  - Agrármérnöki Kar (1396)
- Biomedikus karok:
  - Orvostudományi Kar (4446)
  - Gyógyszerésztani Kar (698)
  - Testnevelési és Gyógytornász Kar (1317)

Emellett a következő klinikák tartoznak az egyetemhez:
- UZ Gasthuisberg (Leuven)
- UZ Sint-Rafaël (Leuven)
- UZ Sint-Pieter (Leuven)
- UZ Pellenberg (Leuven)
- UMC Sint-André (Lubeek)
- PZ Salve Mater (Lovenjoel)

## Egykori híres diákjai, tanárai
- XVI. század:
  - VI. Adorján pápa
  - Rembert Dodoens (botanikus)
- Humanista tudósok:
  - Erasmus
  - Leonardus Lessius
  - Justus Lipsius
  - Gerardus Mercator
  - Erycius Puteanus
  - Vesalius
  - Juan Luis Vives
- XVII. század:
  - Cornelius Jansen (a Janzenizmus alapítója)
- Modern tudósok:
  - Christian de Duve (biológus, Fiziológiai és orvostudományi Nobel-díj, 1974)
  - Edward Schillebeeckx (teológus)
  - Mark Eyskens (volt belga miniszterelnök)
  - Gustavo Gutierrez (teológus, a felszabadítási teológia megalapozója)
  - Georges Lemaître (csillagász, ősrobbanás-elmélet megalkotója)

## Magyar vonatkozások
- Collegium Hungaricum (Leuven)
- Ómagyar Mária-siralom, Leuveni kódex
- Habsburg Ottó
- Jálics Ferenc
- Kiss Sándor Károly (1925–2007) magyar származású francia jogtudós, az MTA tagja, 1983-tól az egyetem díszdoktora
- Lámfalussy Sándor
- Muzslay István
- Gulyás Balázs Zoltán